# Бичкеи, Берталан
Берталан Бичкеи (венг. Bicskei Bertalan; 17 сентября 1944, Будапешт, Венгрия — 16 июля 2011, там же) — венгерский футболист и тренер, главный тренер национальной сборной Венгрии (1989 и 1998—2001).

## Биография
Карьеру игрока начал в молодёжном составе будапештского «Ференцвароша», выступал за клубы «Веспрем», «Гонвед» и МТК. Дважды завоевывал серебряные медали национального первенства и четырежды играл в финале Кубка Венгрии. Провел один матч в составе национальной сборной.
После завершения игровой карьеры он стал тренировать юношей. Его команда стала победительницей чемпионата Европы-1984 среди юношей до 18 лет, переиграв в финале команду СССР по пенальти 3:2. Четыре года спустя он привёл «Гонвед» к золоту чемпионата Венгрии.
Бичкеи дважды — в 1989 году и с 1998 по 2001 год — работал главным тренером первой сборной.
3 сентября 2001 года он был отправлен в отставку за неудовлетворительные результаты: 1 сентября его команда проиграла Грузии 1:3.
В дальнейшем он был наставником швейцарского «Люцерна», венгерских МТК, «Видеотона», тренировал клубы Азии, Африки и Ближнего Востока. В начале июля 2006 года был назначен на должность главного тренера «Уйпешта», однако дебют у его руля обернулся отставкой: в стартовой игре первого квалификационного раунда Кубка УЕФА «Уйпешт» дома был разгромлен «Вадуцем» из Лихтенштейна со счетом 0:4. После этой игры Бичкеи уступил пост своему помощнику, бельгийцу Валере Биллену.
За свою тренерскую карьеру также возглавлял национальные сборные Малайзии и Либерии.
Скончался 16 июля 2011 года после продолжительной болезни на 67-м году жизни.